# 八甲田隧道

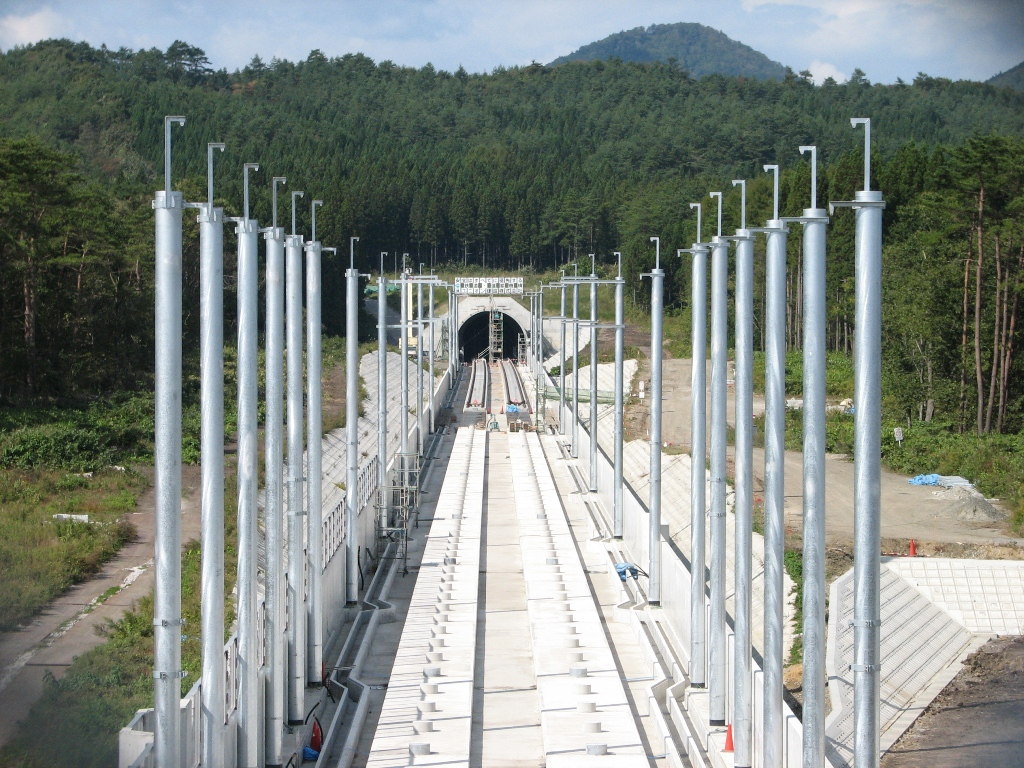
建设期間的八甲田隧道（2007年3月12日攝影）

八甲田隧道是日本東北新幹線的一條隧道，位於七戶十和田站及新青森站之間。這條隧道全長26.455公里，處於八甲田山北端的山腳位置，共耗資667億日圓建造，由佐藤工業、清水建設、鹿島建設、株式会社奥村組、飛島建設、前田建設施工，連接七戶町及青森市。八甲田隧道於1999年6月開始鑽挖，至2005年2月27日貫通，當時一度是全世界最長的山岳隧道。但該紀錄保持兩年後被瑞士興建的勒奇山基線隧道（全長34.6公里）取代了。八甲田隧道在2010年12月4日正式啟用。

## 歷史
- 2000年（平成12年）
  - 12月14日：八甲田隧道市之渡工區在施工期間出現坍塌事故，造成一名施工人員死亡。這是隧道施工內唯一造成人員喪生的事故。
- 2005年（平成17年）
  - 2月27日：八甲田隧道貫通完成
- 2006年（平成18年）
  - 10月：青森側的鐵路工程啟動儀式
- 2007年（平成19年）
  - 7月：青森側的鐵路工程啟動儀式
- 2010年（平成22年）
  - 12月4日：八甲田隧道在2010年12月4日正式啟用通車。